# 王賓 (宋朝)
王賓（923年—995年），许州许田（今河南许昌）人，宋朝政治人物。

## 生平
王賓善骑射。宋太宗太平兴国初年，补任东头供奉官、亳州监军。跟随太宗征伐北汉太原、辽国幽州。太平兴国七年（982年），汴河壅滞，军粮不济，王宾于是领演州刺史，与许昌裔同掌水陆发运两司，一共四年，储积增羡，号为称职。黎阳交通要道，被推荐为护黎阳军。召为右羽林大将军，出知扬州兼淮南发运使，改任右神武将军。官至通许镇都监。王宾事宋太祖之父赵弘殷及宋太祖、宋太宗一共六十年，最为勤奋。王賓之妻個性兇悍，怕丈夫納妾，竟至亳州。宋太宗召其妻進京，責打百大板，發配給忠靖軍的士兵為妻，當晚死去。